# Montluçon
Montluçon je mesto in občina v osrednji francoski regiji Auvergne, podprefektura departmaja Allier. Leta 1999 je mesto imelo 41.362 prebivalcev.

## Geografija
Kraj leži v pokrajini Bourbonnais ob reki Cher približno 80 km zahodno do jugozahodno od središča departmaja Moulinsa.

## Administracija
Montluçon je sedež štirih kantonov:
- Kanton Montluçon-Jug (del občine Montluçon, občine Lavault-Sainte-Anne, Lignerolles, Néris-les-Bains, Teillet-Argenty: 16.359 prebivalcev),
- Kanton Montluçon-Severovzhod (del občine Montluçon, občini Saint-Victor, Vaux: 11.255 prebivalcev),
- Kanton Montluçon-Vzhod (del občine Montluçon, občine Chamblet, Deneuille-les-Mines, Désertines, Saint-Angel, Verneix: 15.035 prebivalcev),
- Kanton Montluçon-Zahod (del občine Montluçon, občine Lamaids, Prémilhat, Quinssaines: 13.172 prebivalcev).

Manjši del občine se nahaja v kantonu Domérat-Montluçon-Severozahod s sedežem v Domératu (12.041 prebivalcev).
Mesto je prav tako sedež okrožja, v katerega so poleg njegovih vključeni še kantoni Cérilly, Commentry, Domérat-Montluçon-Severozahod, Ébreuil, Hérisson, Huriel, Marcillat-en-Combraille in Montmarault s 117.852 prebivalci.

## Zgodovina
Prva omemba kraja je iz 11. stoletja, ko je bil v njem pod Burbonci postavljen grad, rekonstruiran v 14. stoletju. Leta 1171 so ga zavzeli Angleži, deset let kasneje pa francoski kralj Filip Avgust.

## Zanimivosti
Montluçon je na seznamu francoskih umetnostno-zgodovinskih mest.
- grad burbonskih vojvodov iz 13. do 14. stoletja,
- cerkev sv. Petra iz 12. stoletja,
- Notredamska cerkev iz 15. stoletja,
- dvorec - muzej Château de La Louvière.

## Pobratena mesta
- Antsirabe (Madagaskar),
- Hagen (Severno Porenje - Vestfalija, Nemčija),
- Leszno (Velikopoljsko vojvodstvo, Poljska).